# Chiara Moscardelli
Chiara Moscardelli (Roma, 1972) è una scrittrice italiana.

## Biografia
Nata a Roma nel 1972, vive e lavora a Milano dove svolge il lavoro di ufficio stampa.
Laureata all'Università degli Studi di Roma "La Sapienza", ha esordito nel 2011 con il romanzo rosa semi-autobiografico Volevo essere una gatta morta.
Autrice di altri sette romanzi che spaziano dalla narrativa chick lit al giallo, ha lavorato per le case editrici Fanucci e Garzanti e collabora con l'inserto culturale de La Stampa Tuttolibri e le riviste Vanity Fair e Donna Moderna.
Il suo romanzo Extravergine, uscito nel 2019, è stato ispirato dall'omonima serie TV.

## Opere

### Romanzi
- Volevo essere una gatta morta, Torino, Einaudi, 2011 ISBN 978-88-06-19829-9. - Nuova ed. Firenze - Milano, Giunti, 2016 ISBN 978-88-09-82956-5.
- La vita non è un film, Torino, Einaudi, 2013 ISBN 978-88-06-21216-2.
- Quando meno te lo aspetti, Firenze - Milano, Giunti, 2015 ISBN 978-88-09-81076-1.
- Volevo solo andare a letto presto, Firenze - Milano, Giunti, 2016 ISBN 978-88-09-81079-2.
- Volevo essere una vedova, Torino, Einaudi, 2019 ISBN 978-88-06-24135-3.
- Extravergine, Milano, Solferino, 2019 ISBN 978-88-282-0235-6.
- La ragazza che cancellava i ricordi, Torino, Einaudi, 2022 ISBN 978-88-06-25075-1.

### Serie Teresa Papavero.
- Teresa Papavero e la maledizione di Strangolagalli, Firenze - Milano, Giunti, 2018 ISBN 978-88-09-85588-5.
- Teresa Papavero e lo scheletro nell'intercapedine, Firenze - Milano, Giunti, 2020 ISBN 978-88-09-85589-2.
- Teresa Papavero e i fantasmi del passato, Firenze - Milano, Giunti, 2023 ISBN 978-88-09-85590-8.